# WGH-AM
WGH-AM 1310 ist ein US-Radiostation mit Sitz in Newport News, Virginia. Sie sendet auf der Mittelwellenfrequenz 1310 kHz ein Oldie-Programm für den Bereich Hampton Roads. Der Sender wird von der zu Max Media gehörenden Barnstable Broadcasting, Inc. betrieben.

## Geschichte
Das Rufzeichen WGH gehörte ursprünglich der ersten Radiostation in Alabama, die von der Montgomery Light & Water Power Company betrieben wurde und 1922 auf Sendung ging.
Am 6. Dezember 1926 ging die Radio Corporation of Virginia mit WPAB auf 1040 kHz und einem Programm für die Park Avenue Baptist Church in Norfolk
zum ersten Mal auf Sendung. Im Januar 1927 kam der Sender  WSEA auf 1370 kHz hinzu, der ab April 1927 aus dem neuen Cavalier Hotel in Virginia Beach sendete. Nach dem Konkurs der Radio Corporation of Virginia 1928 wurde aus WPAB WRCV und aus WSEA WNEW .Tom Little verlegte daraufhin WNEW in das Tidewater Hotel in Newport News und übernahm für den Sender die freigewordene Bezeichnung WGA. Im Oktober des gleichen Jahres übernahm die Hampton Roads Broadcasting Company den Sender und änderte die Frequenz auf 1430 kHz. Ab dem 11. November 1928 wurde dann auf 1310 kHz aus dem Hotel Warwick gesendet. Das tägliche Programm begann um 18.00 Uhr mit Nachrichten auf die Musik und Live-Unterhaltungsprogramme folgten. Einer der ersten Mitarbeiter war Malvern Powell. Anfang 1930 wurde die Hampton Roads Broadcasting Corporation von der Newport News Daily Press und dem Times Herald übernommen und  E. Elsworth Bishop wurde Managing Director des Senders. Er erweiterte das Programm in den Folgejahren um Tanzband-Übertragungen aus der Naval Reserve Hall sowie den Ocean View und Buckroe Beach Pavillons. Ab 1938 übernahm WGA zeitweise auch das Programm von CBS.
Im Jahr 1940 schloss WGH eine Kooperation mit dem Mutual Broadcasting System und verlegte sein Hauptstudio in das Portlock Building nach Norfolk. Im Mai 1941 wurde die Frequenz auf 1340 kHz geändert. 1942 wechselte WGH von Mutual in den Verbund von NBC-Blue Network. Das Studio im Hotel Warwick wurde 1946 geschlossen. 1947 wurde die Frequenz erneut auf 1310 kHz und mit bis zu 5000 Watt gesendet. Im November 1948 ging WGH-FM auf Sendung und übertrug das Programm von WGH auch auf UKW. Der Sender hatte zu der Zeit 19 Mitarbeiter und Harrol Brauer, Jr. als Anchorman.
In den frühen 1950er Jahren war Bob McBride Programmdirektor. Die Musiksendungen gestalteten Warner Twyford und Ambert Dail. Bis 1958 zogen die Studios innerhalb Norfolk noch zwei Mal um, zuletzt in die 711 Boush Street. Sendungen waren beispielsweise Don McNeill's Breakfast Club, Whispering Streets, news from Paul Harvey oder 1310 Clubtime. 1960 wurde Ambert Dail General Manager. Ab 1966 sendete WGH-FM in Stereo. Über viele Jahre wurde die WGH-Nachrichtenredaktion von Associated Press als die Beste in Virginia bezeichnet.
Zu Beginn der 1970er Jahre verlegte WGH seine Studios und Büros in das neue Todd Center und eröffnete in Hampton and Norfolk neue Studios. WGH-FM bekam ein eigenständiges Konzertmusik-Programm mit Vianne Webb als Programmdirektorin. Die Mitarbeiterzahl betrug damals insgesamt 70 Personen, darunter Namen wie George Crawford, J.J. Bowman, Rob Wayne, Sean Grabowski, Lee Fowler, Scott Christensen, Ron James, Tom Scott, Dale Parsons, Jim Stewart, Jim Conlee, Jeff Davis, Mike Patrick, Neal Steele, Bill Tucker, Nick O’Neil, Dan O’Brien, Pat Holliday, Bob Kanada, Pat O’Day, Ed Rodriquez, Bill Jordan, Jon St. Jon, Pat Banks und Phil Beckman. Im Jahr 1983 verkaufte die Hampton Roads Broadcasting Corporation die Stender an  CommCor, deren Management die Rufzeichen von WGH-AM und FM zu WNSY veränderte und ein Soft-Rock-Programm einführte. 1985 wurde die Station an Susquehanna Broadcasting verkauft die die alten Bezeichnungen wiederhergestellt. Während des Zweiten Golfkrieges 1990 übertrug WGH-AM das Programm von CNN Radio News, bevor sie im Jahr 1992 zu Virginia’s ersten Sport-Radiosender wurden. Mitte der 1990er Jahre übernahm Barnstable Broadcasting die Sender und führte sie unter ESPN Radio 1310 WCMS und WGH-97.3 Der Adler weiter. Nach der Übernahme durch Max Media 2005 wurden die alten Bezeichnungen und Frequenzen wieder reaktiviert. Am 5. Oktober 2009 wechselte WXEZ-FM (94.1) zu WGH-AM (1310) und WXEZ-FM zu ESPN Radio 94.1.